# Скуднев, Владимир Митрофанович
Владимир Митрофанович Скуднев (1 декабря 1937, пос. Тонкое, Верхнехавский район, Воронежская область — 4 декабря 2022, Воронеж) — советский и российский борец вольного стиля и тренер. Мастер спорта СССР, Заслуженный тренер России.

## Биография
Родился в 1937 году в посёлке Тонкий Воронежской области. В семье не было отца и мать и сын жили очень бедно. В подростковом возрасте увлёкся борьбой и чтобы иметь возможность тренироваться, устроил во дворе своего дома турник и раздобыл гири; всё это пришлось украсть у колхоза или из других дворов.
После окончания школы пытался поступить в Воронежский государственный педагогический институт, но совершенно провалил сочинение и был вынужден уйти в армию, где продолжил занятия греко-римской борьбой. После армии ему удалось пройти на обучение в педагогический институт и на первом же курсе познакомиться с видными воронежскими спортсменами, которые убедили его перейти на вольную борьбу.
Принимал участие в соревнованиях до 36 лет. Лучший результат ― четвёртое место на чемпионате РСФСР. В 1969 году выполнил норматив на звание мастера спорта СССР.
Тренировать начал ещё на втором курсе института, ведя занятия по вольной борьбе при кафедре физвоспитания. Работал также учителем физкультуры в школе и в спортивном обществе «Спартак» и в Воронежском технологическом институте. С 1977 года работал старшим тренером в воронежской СДЮСШОР № 10. За долгие годы тренерской работы подготовил множество выдающихся спортсменов. Одним из самых известных учеников Скуднева является Олег Хорпяков, мастер спорта международного класса, победитель первенства мира среди юношей (1994), бронзовый призёр первенства Европы среди юношей (1995), победитель Кубка наций (1998), серебряный призёр Кубка мира (2000).
В 1995 году за подготовку Олега Хорпяков Владимир Скуднев был удостоен почётного звания «Заслуженный тренер России».
Также являлся судьёй республиканской категории.
Умер 4 декабря 2022 года.